# 云山隧道 (广州)
云山隧道（工程名为“白云大道下穿隧道”）是中国广东省广州市的一条道路下沉隧道，呈南北走向，2021年5月开工，2023年3月25日建成通车（原计划于2022年12月建成通车）。

## 基本数据
- 总长：1545米
- 隧道部分长度：1317米
- 道路标准：城市主干道
- 设计速度：60公里/小时
- 主线车道数量：双向8车道